# შ
Šini (asomtavruli Ⴘ, nuskhuri ⴘ, mkhedruli შ) es la 28ª letra del alfabeto georgiano.
En el sistema de numeración georgiano tiene un valor de 900.
Šini representa comúnmente la fricativa postalveolar sorda /ʃ/ como la pronunciación de sh en el inglés "shop".

## Letra
| asomtavruli | nuskhuri | mkhedruli |
| ----------- | -------- | --------- |
|             |          |           |

## Codificación digital
| asomtavruli | nuskhuri | mkhedruli |
| ----------- | -------- | --------- |
| U + 10B8    | U + 2D18 | U + 10E8  |

## Braille
| mkhedruli |
| --------- |
|           |

## Véasentambién
- Sh (dígrafo)